# Sirsa
Sirsa là một thành phố và là nơi đặt hội đồng đô thị (municipal council) của quận Sirsa thuộc bang Haryana, Ấn Độ.

## Địa lý
Sirsa có vị trí 29°32′B 75°01′Đ / 29,53°B 75,02°Đ Nó có độ cao trung bình là 205 mét (672 feet).

## Nhân khẩu
Theo điều tra dân số năm 2001 của Ấn Độ, Sirsa có dân số 160.129 người. Phái nam chiếm 54% tổng số dân và phái nữ chiếm 46%. Sirsa có tỷ lệ 68% biết đọc biết viết, cao hơn tỷ lệ trung bình toàn quốc là 59,5%: tỷ lệ cho phái nam là 73%, và tỷ lệ cho phái nữ là 62%. Tại Sirsa, 13% dân số nhỏ hơn 6 tuổi.